# Luleč
Luleč (in tedesco Lultsch) è un comune della Repubblica Ceca facente parte del distretto di Vyškov, in Moravia Meridionale.